# アレクサンドル・トレチャコフ
アレクサンドル・トレチャコフ（露: Александр Владимирович Третьяков、ローマ字: Alexander Tretyakov、1972年10月1日 - ）は、ロシアのレスリング選手。1996年アトランタオリンピックレスリンググレコローマンスタイル68kg級の銅メダリストである。ロシア共和国ペルミ州ペルミ出身。
1996年アトランタオリンピックではグレコローマンスタイル68kg級に出場。初戦で、この大会銀メダルを獲得したフランスのガニ・ヤルーに完敗。しかし、敗者復活戦では、6連勝で銅メダルを獲得した。

## 実績
- オリンピック
  - 1996年アトランタオリンピック 銅メダル
- 世界選手権
  - 優勝 1998年
  - 2位 1997、1999年
- ヨーロッパ選手権
  - 優勝 1997、1998年
  - 2位 1996年